# Карсниці
Карсниці (пол. Karśnice, нім. Karschnitz) — село в Польщі, у гміні Сміґель Косцянського повіту Великопольського воєводства.
Населення — 444 особи (2011).
У 1975-1998 роках село належало до Лешненського воєводства.

## Демографія
Демографічна структура станом на 31 березня 2011 року:
|          | Загалом | Допрацездатний вік | Працездатний вік | Постпрацездатний вік |
| -------- | ------- | ------------------ | ---------------- | -------------------- |
| Чоловіки | 221     | 44                 | 159              | 18                   |
| Жінки    | 223     | 50                 | 124              | 49                   |
| Разом    | 444     | 94                 | 283              | 67                   |